# Comté de Marshall (Mississippi)
Pour les articles homonymes, voir Comté de Marshall.
Le comté de Marshall est situé dans l’État du Mississippi, aux États-Unis. Il comptait 34 993 habitants en 2000. Son siège est Holly Springs.